# Скофилд (Висконсин)
Скофилд (енгл. Schofield) град је у америчкој савезној држави Висконсин.

## Демографија
По попису из 2010. године број становника је 2.169, што је 52 (2,5%) становника више него 2000. године.
| Група             | 2000.         | 2010.         |
| Белци             | 2.013 (95,1%) | 1.924 (88,7%) |
| Афроамериканци    | 8 (0,4%)      | 25 (1,2%)     |
| Азијати           | 46 (2,2%)     | 120 (5,5%)    |
| Хиспаноамериканци | 28 (1,3%)     | 39 (1,8%)     |
| Укупно            | 2.117         | 2.169         |